# Awakened
| Оценки критиков      | Оценки критиков |
| Источник             | Оценка          |
| -------------------- | --------------- |
| The NewReview        | [ 1 ]           |
| Under The Gun Review | [ 2 ]           |
| Thrash Hits          | [ 3 ]           |
| Decoy Music          | [ 4 ]           |
| Metal Wani           | [ 5 ]           |
| Allmusic             | [ 6 ]           |
| About.com            | [ 7 ]           |
| AbsolutePunk         | 85%             |

Awakened — шестой студийный альбом американской металкор-команды As I Lay Dying, вышедший 25 сентября 2012 года на лейбле Metal Blade Records. Последний альбом перед перерывом, взятым группой в 2014 году. В интернете появился за десять дней до релиза, а 18 сентября появился релизный deluxe-вариант. Первый сингл, «Cauterize» вышел 25 июня, второй, «A Greater Foundation» — 11 сентября.

## Об альбоме
Продюсером альбома стал Билл Стивенсон (барабанщик Descendents), запись прошла в Форт Коллинз, штат Колорадо, и Lambesis Studios в Сан-Диего, штат Калифорния. О точной дате выхода, первом сингле было объявлено 22 июня 2012 года. Первый сингл стал бесплатно доступен на официальном сайте группы в течение суток 25 июня. 27 июня, на песню вышло видео с лирикой и обложкой альбома на самую первую песню из этого альбома — «Cauterize». 11 сентября вышел второй видеоклип на песню «A Greater Foundation», массовка в который набиралась из желающих на их официальной страничке Facebook.
На обложке альбома изображён череп на который села бабочка.

## Список композиций
| №                   | Название                     | Длительность |
| ------------------- | ---------------------------- | ------------ |
| 1.                  | «Cauterize»                  | 3:37         |
| 2.                  | «A Greater Foundation»       | 3:46         |
| 3.                  | «Resilience»                 | 4:07         |
| 4.                  | «Wasted Words»               | 4:20         |
| 5.                  | «Whispering Silence»         | 4:30         |
| 6.                  | «Overcome»                   | 4:36         |
| 7.                  | «No Lungs to Breathe»        | 4:04         |
| 8.                  | «Defender»                   | 4:04         |
| 9.                  | «Washed Away» (Instrumental) | 1:00         |
| 10.                 | «My Only Home»               | 4:05         |
| 11.                 | «Tear Out My Eyes»           | 4:37         |
| Общая длительность: | Общая длительность:          | 42:46        |

| №                   | Название                                       | Длительность |
| ------------------- | ---------------------------------------------- | ------------ |
| 12.                 | «Unwound (B Side Demo)»                        | 3:58         |
| 13.                 | «A Greater Foundation (Extended Demo Version)» | 3:58         |
| Общая длительность: | Общая длительность:                            | 50:42        |

| №  | Название                                          | Длительность |
| -- | ------------------------------------------------- | ------------ |
| 1. | «Making of Awakened»                              |              |
| 2. | «I Never Wanted» (Music video)                    |              |
| 3. | «Parallels» (Music video)                         |              |
| 4. | «Anodyne Sea» (Music video)                       |              |
| 5. | «Behind the Scenes of Anodyne Sea Video Shoot»    |              |
| 6. | «Electric Eye (Judas Priest cover)» (Music video) |              |
| 7. | «Paralyzed» (Lyric video)                         |              |
| 8. | «Cauterize» (Lyric video)                         |              |

## Участники записи
- Тим Ламбэзис (Tim Lambesis) — экстрим-вокал, чистый вокал в “Cauterize”
- Ник Хипа (Nick Hipa) — гитара
- Фил Сгроссо (Phil Sgrosso) — гитара, клавишные
- Джош Гилберт (Josh Gilbert) — чистый вокал, бас-гитара
- Джордан Манчино (Jordan Mancino) — ударные